# Clarisse Harlowe
Clarisse Harlowe, Clarissa, or, the History of a Young Lady en anglais, est un roman épistolaire de Samuel Richardson publié à Londres en 1748, et traduit en français par l'abbé Prévost en 1751. Parmi ses personnages figure Lovelace, qui est avec Don Juan l'un des plus célèbres séducteurs de la littérature.

## Résumé
Clarissa Harlowe est une jeune fille extrêmement belle et vertueuse, dont la famille, devenue très riche au cours des dernières années, est maintenant désireuse d’entrer dans l’aristocratie en acquérant des biens et des titres au moyen d’alliances profitables.
Constatant que l’importante somme d’argent héritée par Clarissa à la mort de son grand-père pourrait leur permettre de faire leur entrée dans la société aristocratique, la famille de Clarissa tente de la contraindre contre son gré et, de plus, contre son propre sens de la vertu, à épouser Roger Solmes, un homme riche, mais laid et obèse.
Désespérant de conserver sa liberté, Clarissa se laisse convaincre par Lovelace, un jeune homme de sa connaissance, de fuir avec lui. Joseph Lehman, le serviteur des Harlowe, ayant crié et fait du bruit comme si la famille s’était réveillée et avait découvert que Clarissa et Lovelace étaient sur le point de s’enfuir, Clarissa suivit Lovelace, par crainte des conséquences, et reste sa prisonnière pendant de nombreux mois. Emmenée dans de nombreux logements, et même dans un hôtel de passe où les femmes sont déguisées par Lovelace en femmes de la haute société, Clarissa ne désire pourtant rien tant que de vivre seule en paix, ce qui est inhabituel pour une jeune fille de son époque. Après avoir refusé à de nombreuses reprises d’épouser Lovelace, elle finit par s’enfuir avant d’être découverte par celui-ci, qui la convainc par traîtrise de retourner à l’hôtel de passe.
Lovelace, qui désire épouser Clarissa afin de se venger du traitement que lui a infligé la famille Harlowe, veut être maître du corps de Clarissa comme de son esprit. Il estime que privée de sa vertu, elle sera contrainte de l’épouser sans condition. Toutefois, comme il est de plus en plus impressionné par Clarissa, il a de plus en plus de mal à se convaincre que les femmes réellement vertueuses n’existent pas.
La pression continue qu’il subit, combinée avec sa passion croissante pour Clarissa, le pousse à la dernière extrémité et il finit par violer celle-ci après l’avoir droguée. On soupçonne également la tenancière de l’hôtel de passe, Mme Sinclair, et les autres prostituées d’avoir aidé Lovelace à commettre son viol. Lovelace voulait, par ce viol, forcer Clarissa à l’épouser, mais cet acte se retourne contre son auteur : Clarissa refuse de manière encore plus catégorique d’épouser un individu aussi vil et aussi corrompu. Ayant enfin réussi à s’enfuir de l’hôtel de passe, elle tombe dangereusement malade à la suite de la contrainte mentale qu’elle a subie pendant tant de mois aux mains de « l’ignoble Lovelace ».
Recueillie par les Smith, gens pauvres mais bons, Clarissa fait, au cours de sa maladie, une autre conquête, celle de John Belford, libertin lui aussi, et qui n’est autre que le meilleur ami de Lovelace. Voyant Clarissa se préparer à mourir, Belford se lamente sur ce qu’a fait Lovelace. Dans une des nombreuses lettres qu’il adresse à Lovelace, il lui écrit : « Si la divine Clarissa me demandait de te couper la gorge, Lovelace, je le ferais à l’instant. »
Entourée par des étrangers et le colonel Morden, Clarissa meurt pleinement consciente de sa propre vertu et confiante en une vie meilleure après la mort. Devenu l’exécuteur testamentaire de Clarissa, Belford veille à ce que tous ses biens et son argent aillent, après sa mort, dans les mains des personnes qu’elle avait choisies.
Lovelace semble avoir oublié, mais, bouleversé à la lecture du testament de Clarissa, que lui a envoyé Belford, il ne peut plus vivre. Sachant qu’il n’existe qu’une seule façon d’expier ses péchés, il provoque indirectement le colonel Morden, qui est reparti pour l’Italie, en duel, au cours duquel il reçoit plusieurs blessures. Feignant de n'être pas atteint, il provoque Morden à plusieurs reprises, pour recevoir à chaque fois un nouveau coup. Lorsque Morden finit par se rendre compte que Lovelace a été très gravement blessé et que sa vie pourrait être en jeu, il met fin au duel et s’en va. Lorsque Lovelace est ramené chez lui, le médecin constate qu’il n’est pas en mesure de faire quoi que ce soit. Le lendemain, Lovelace meurt en offrant sa mort en expiation.
La famille de Clarissa comprend enfin, mais trop tard, les souffrances qu’elle a causées, car Clarissa est déjà morte.

## Personnages

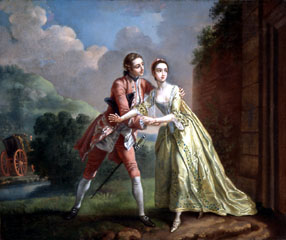
Lovelace se préparant à enlever Clarissa.

- Miss Clarissa Harlowe : personnage éponyme ;
- James Harlowe, Sr. : père de Clarissa ;
- Lady Charlotte Harlowe : mère de Clarissa ;
- James Harlowe, Jr. : frère de Clarissa, ennemi juré de Robert Lovelace ;
- Mlle Arabella Harlowe : sœur aînée de Clarissa ;
- John Harlowe : frère aîné du père de Clarissa, James Harlowe, Sr. ;
- Antony Harlowe : troisième frère du père de Clarissa, James Harlowe, Sr. ;
- Roger Solmes : homme riche à qui les parents de Clarissa veulent la marier ;
- Mme Hervey : demi-sœur de Lady Charlotte Harlowe ;
- Dolly Hervey : fille de Mme Hervey ;
- Mme Norton : nourrice de Clarissa (également veuve malheureuse) ;
- Colonel Morden : homme riche étroitement lié à la famille Harlowe ;
- Mlle Howe : meilleure amie et compagne de Clarissa ;
- Mme Howe : mère de Mlle Howe ;
- M. Hickman : prétendant de Mlle Howe ;
- M. Lewin : ministre d’une grande piété et de grand savoir, l’un des maîtres de Clarissa ;
- Dr H : médecin ;
- M. Elias Marque : jeune pasteur ;
- Robert Lovelace : méchant et tourmenteur de Clarissa ;
- John Belford : ami proche de M. Lovelace ;
- M. Lord : oncle de M. Lovelace ;
- Lady Sarah Sadleir : demi-sœur de Lord M., veuve, dame d’honneur et de fortune ;
- Lady Betty Lawrance : demi-sœur de Lord M., veuve, dame d’honneur et de fortune ;
- Mlle Charlotte : nièce de Lord M., jeune fille de caractère ;

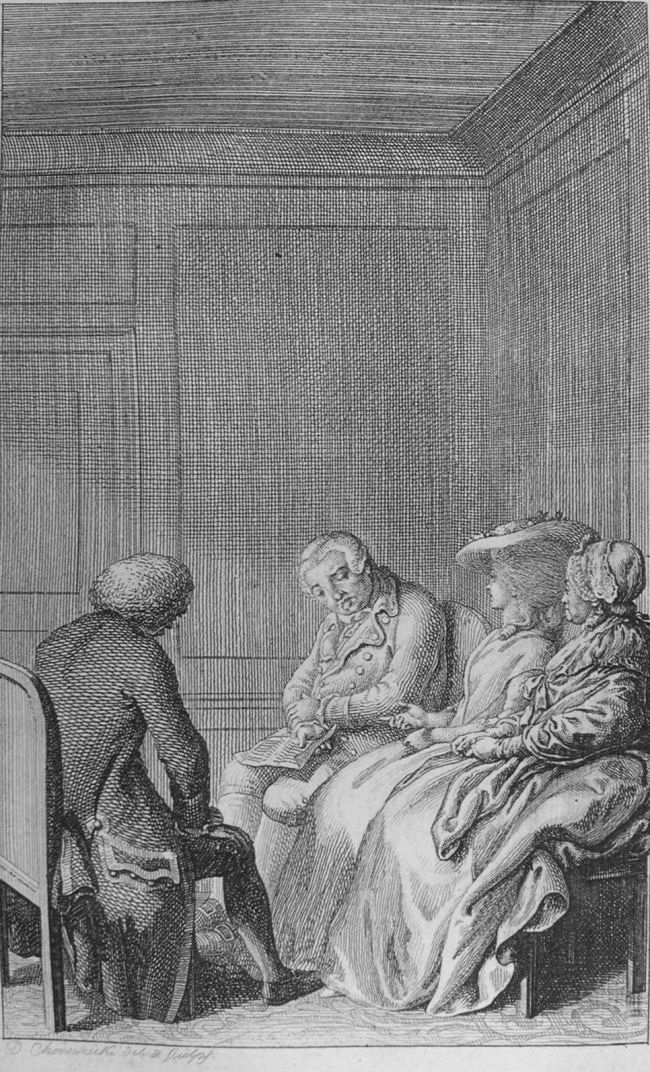
Gravure de Daniel Chodowiecki illustrant la traduction de Le Tourneur (Genève 1785).

- Patty Montague : nièce de Lord M., jeune fille de caractère ;
- Richard Mowbray : seigneur libertin, compagnon de Lovelace ;
- Thomas Doleman : seigneur libertin, compagnon de Lovelace ;
- James Tourville : seigneur libertin, compagnon de Lovelace ;
- Thomas Belton : seigneur libertin, compagnon de Lovelace ;
- Le capitaine Tomlinson : faux nom d’un proxénète qui travaille pour Lovelace ;
- Mme Moore : veuve de bonne famille tenant une pension à Hampstead ;
- Mlle Rawlins : jeune dame de bonne famille d’Hampstead ;
- Mme Bevis : veuve vivant à Hampstead ;
- Mme Sinclair : faux nom d’une tenancière d’un hôtel de passe londonien ;
- Sally Martin : assistante et partenaire de Mme Sinclair ;
- Polly Horton : assistante et partenaire de Mme Sinclair ;
- Joseph Leman : serviteur ;
- William Summers : serviteur ;
- Hannan Burton : serviteur ;
- Betty Barnes : serviteur ;
- Dorcas Wykes : serviteur.

## Éditions modernes en français
- Lettres anglaises, ou Histoire de Miss Clarisse Harlove, intégrale en deux volumes de la traduction « profondément abrégée »[1] de l'abbé Antoine François Prévost, édition de Shelly Charles (Paris : Desjonquères, 1999)
- Lettres angloises, ou Histoire de Miss Clarisse Harlove, choix de lettres, traduction de l'abbé Antoine François Prévost, édition de Benoît Tane, introduction et notes de Stéphane Lojkine (Québec : Presses de l'Université Laval, 2007)

## Éditions en ligne
Lettres angloises, ou Histoire de Miss Clarisse Harlove (Paris : Pierre-Nicolas Delormel, 1751 ; maquillé comme Londres : chez Nourse, le Strand, 1751), traduction « profondément abrégée » de l'abbé Antoine François Prévost (6 tomes en 12 parties) sur Gallica :
- Notice d'ensemble

Clarisse Harlowe (Genève : Paul Barde, 1785–1786), « traduction nouvelle et seule complète » par Pierre Le Tourneur (10 tomes) sur Internet Archive (l'impression numérisée est celle de 1788 en 12 tomes) :
- Tome premier
- Tome deuxième
- Tome troisième
- Tome quatrième
- Tome cinquième
- Tome sixième
- Tome septième
- Tome huitième
- Tome neuvième
- Tome dixième
- Tome onzième
- Tome douzième

Clarissa Harlowe; or The History of a Young Lady en version originale (transcrite en 9 volumes) sur Projet Gutenberg :
- (en) Volume 1
- (en) Volume 2
- (en) Volume 3
- (en) Volume 4
- (en) Volume 5
- (en) Volume 6
- (en) Volume 7
- (en) Volume 8
- (en) Volume 9